# Themistoklis (Schiff)
HMS Bramham (L51) war ein Geleitzerstörer der Hunt-Klasse Typ II der Royal Navy, der am 16. Juni 1942 in Dienst gestellt wurde. Es war das einzige Schiff, das den Namen trug. Es wurde für die Einsätze im Zweiten Weltkrieg bei der Royal Navy mit den Battle Honours Malta Convoys, Artic sowie North Africa 1942. Der Geleitzerstörer wurde an die griechische Marine als Themistoklis verliehen und war das Typschiff der griechischen Themistoklis-Klasse von drei Zerstörern des Typs Hunt II.

## Geschichte des Schiffs
Der Geleitzerstörer nahm mit anderen von der Home Fleet zur Verfügung gestellten Einheiten im August 1942 an der Operation Pedestal teil. Am 12. wurde der Zerstörer zurückgelassen, um den beschädigten Transporter Deucalion zu unterstützen. Als dieser doch sank, rettete Bramham  die Schiffbrüchigen. Am 13. half sie neben dem Zerstörer Penn und dem Schwesterschiff Ledbury den manövrierunfähigen Tanker Ohio in den Grand Harbour auf Malta zu schleppen. Wieder bei der Home Fleet nahm das Schiff im September am Nordmeergeleitzug PQ 18 in der Fernsicherung teil. Bramham war eines der beiden Schiffe, das am 2. Oktober 1942 Überlebende der Curacoa rettete, nachdem der alte Flakkreuzer vor dem Nordkanal bei der Sicherung der Queen Mary von dem Schnelldampfer regelrecht zerschnitten worden war.
Der Geleitzerstörer wurde dann ins Mittelmeer versetzt, um im Rahmen der Operation Torch eingesetzt zu werden. Am 20. November 1942 wurde der Zerstörer bei der Sicherung eines Küstengeleits vor der algerischen Küste von Philippeville (heute Skikda) nach Bone (heute Annaba) durch einen Bombentreffer im Heckbereich schwer beschädigt. Das beschädigte Schiff konnte nach Algier eingeschleppt werden und kam nach einer Notreparatur im Schlepp nach Gibraltar. Nach einer weitergehenden Reparatur konnte die Bramham von dort wieder mit eigener Kraft nach England zurückkehren, wo am Tyne die endgültige Instandsetzung erfolgte. Hier, wo die griechische Marine 1942 ihre ersten vier Hunt-Zerstörer direkt nach der Fertigstellung übernommen hatte, übernahm eine griechische Besatzung die HMS Bramham.

## Dienst unter griechischer Flagge
Im Dezember 1942 sollte Kapitän Nikos Sarri von der Griechischen Marine das Schiff in England übernehmen. Es hatte jedoch Beschädigungen durch einen Luftangriff erlitten. Im März 1943 wurde das Schiff übergeben und am 29. September wurde es in die Flotte der Griechischen Marine übernommen und nach dem Athener Feldherr Themistokles in Themistoklis (altgriechisch Θεμιστοκλής) umbenannt. Zu diesem Zeitpunkt befand sich das Schiff in Alexandria.
Die Themistoklis wurde im Herbst 1943 in der Ägäis zusammen mit anderen griechischen Hunt-Zerstörern eingesetzt. 1944 folgten Einsätze vor Anzio in Italien und in einem amerikanischen Verband bei der alliierten Landung in Südfrankreich (Operation Dragon). Im Herbst 1944 wurde das Schiff wieder in die Ägäis verlegt. Am 27. September 1944 fuhr es in den Hafen von Kapsali auf Kythira und war somit das erste Schiff, das im Zweiten Weltkrieg nach der Besetzung Griechenlands in einen griechischen Hafen fuhr. Am 11. Dezember 1946 war es das erste Schiff, das dem havarierten Flüchtlingsschiff Athena zu Hilfe kam. Am 12. Dezember 1959 wurde es an die Royal Navy zurückgegeben und im folgenden Jahr in Griechenland abgebrochen.